# Kamienica przy ulicy Batorego 8 w Katowicach
Kamienica przy ulicy Batorego 8 w Katowicach – kamienica mieszkalna w Katowicach, położona w narożniku ulic S. Batorego 8 i Krzywej 1, na terenie dzielnicy Śródmieście. 

## Historia
Powstała na zlecenie Maurycego Sercarza. Jej projekt w 1937 roku opracował Filip Brenner i jeszcze w tym samym roku, 21 grudnia Policja Budowlana udzieliła pozwolenia na jej budowę. Inne źródło wskazuje natomiast, że powstała ona w 1931 roku, a jej projektantem był Gustaw Weinzieher.

## Architektura

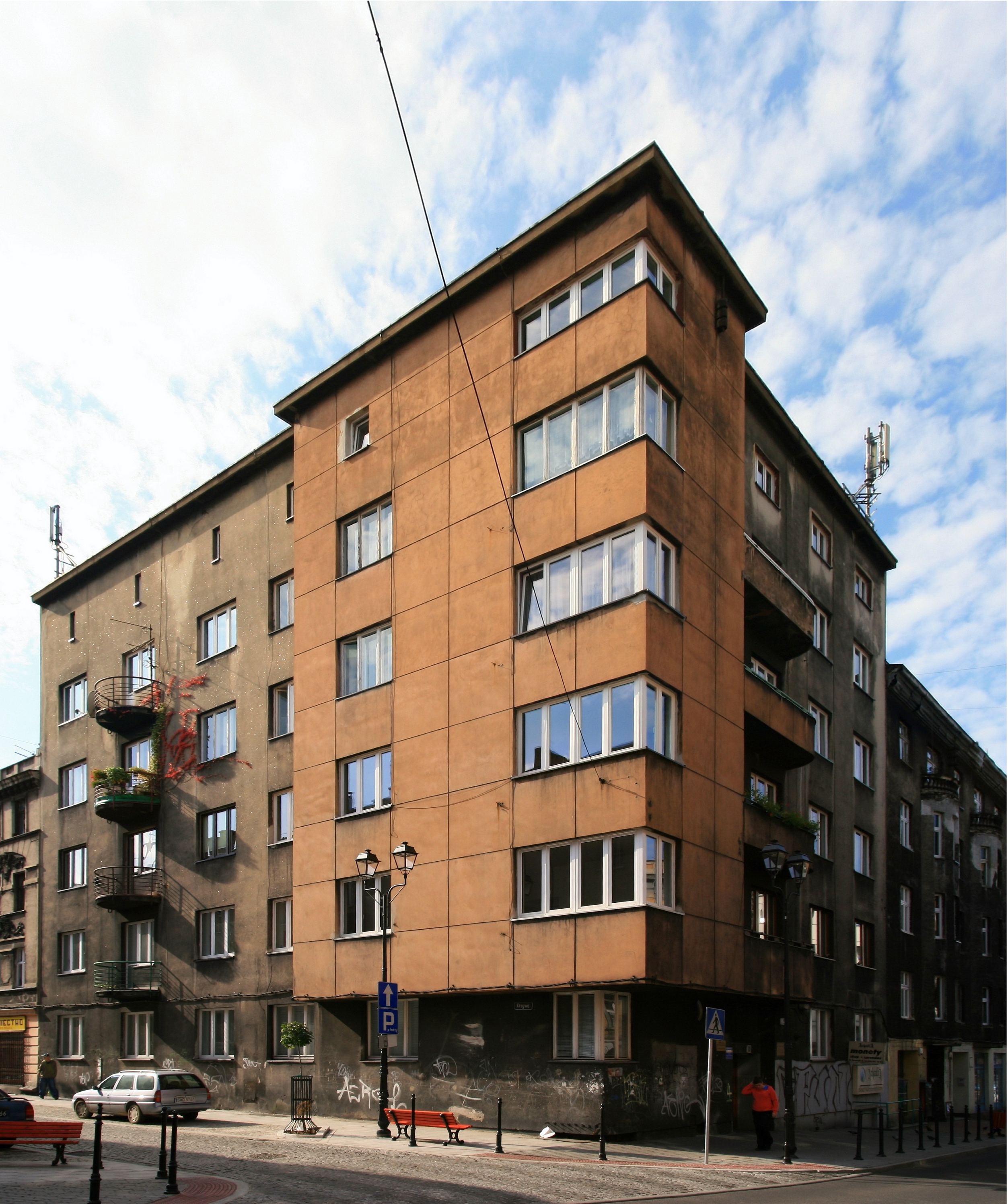
Kamienica przed remontem (2008)

Jest to obiekt murowany z cegły i żelbetu, tynkowany, wzniesiony na planie litery „L”, zwieńczony stropodachem krytym papą. Powierzchnia użytkowa budynku wynosi 1964,18 m², a powierzchnia zabudowy 369 m². Liczy 6 kondygnacji nadziemnych i 1 podziemną.
Kamienica architektonicznie reprezentuje styl funkcjonalizmu. Elewacja od strony ulicy S. Batorego (północna) jest pięcioosiowa, a od strony ulicy Krzywej (wschodnia) jest sześcioosiowa. Charakterystycznym elementem budynku jest ubogacający jej prostą bryłę nadwieszony ryzalit w narożniku. Łączy się on ze ścianą elewacji od strony ulicy S. Batorego za pomocą wydłużonych, pełnych balkonów. Ponadto balkony znajdują się w drugiej osi na elewacji wschodniej.
Stolarka okienna kamienicy jest trój- i sześciokwaterowa, bez ślemienia Posadzka sieni w latach 90. XX wieku była wykonana z płytek ceramicznych, a okładziny ścian z lastriko. Schody były wówczas oryginalne, dwubiegowe, żelbetowe i z metalową balustradą.
Kamienica nie ma bramy przejazdowej ani oficyn. Wpisana jest do gminnej ewidencji zabytków miasta Katowice, a ponadto znajduje się w strefie ochrony konserwatorskiej ustanowionej na podstawie przepisów miejscowego planu zagospodarowania przestrzennego.